# Dělnická
Dělnická je ulice v Praze 7 Holešovicích spojující Argentinskou a Libeňský most. Měří asi 895 m. V celé své délce je obousměrně průjezdná. Od Libeňského mostu po Komunardů po ní jezdí tramvaje. Svůj název nese po dělnické kolonii, kterou zde vystavěla Společnost ku stavbě bytů dělnických v 70. letech 19. století v důsledku rozvoje průmyslu v okolí. Ulice se napřed nazývala V domkách, později Dělnická osada, Dělnické domky a od roku 1894 nese svůj současný název.

## Průběh
Ulice Argentinská je na ní kolmá a za ní již žádná ulice nepokračuje, protože se zde nachází prostor bývalého vlakového nádraží Praha-Bubny. Je vedena východ-západ. Křižuje ulice Osadní, Komunardů, Na Maninách, V Háji a Jankovcova.

## Galerie

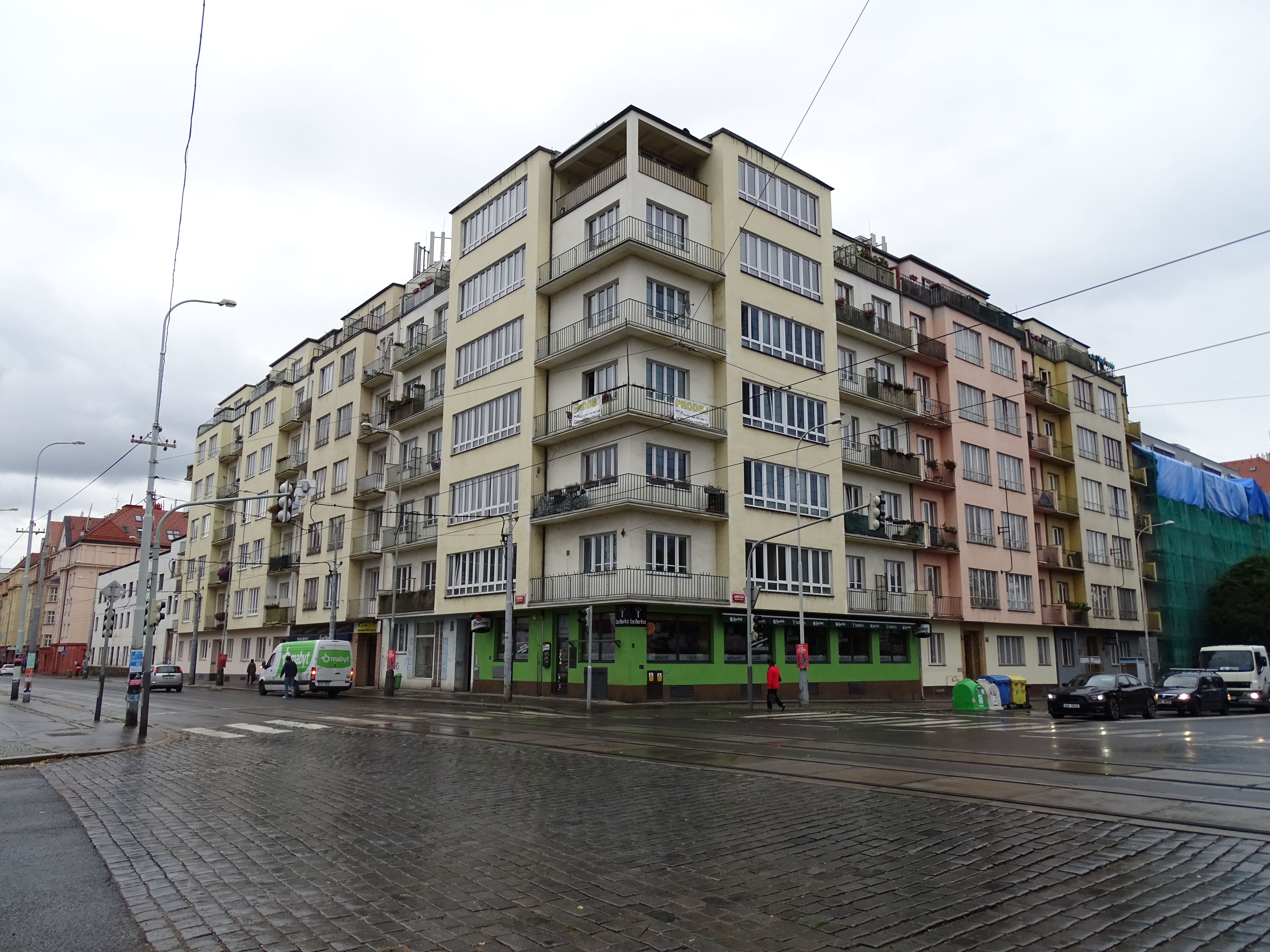
Křižovatka Dělnická ˟ Jankovcova
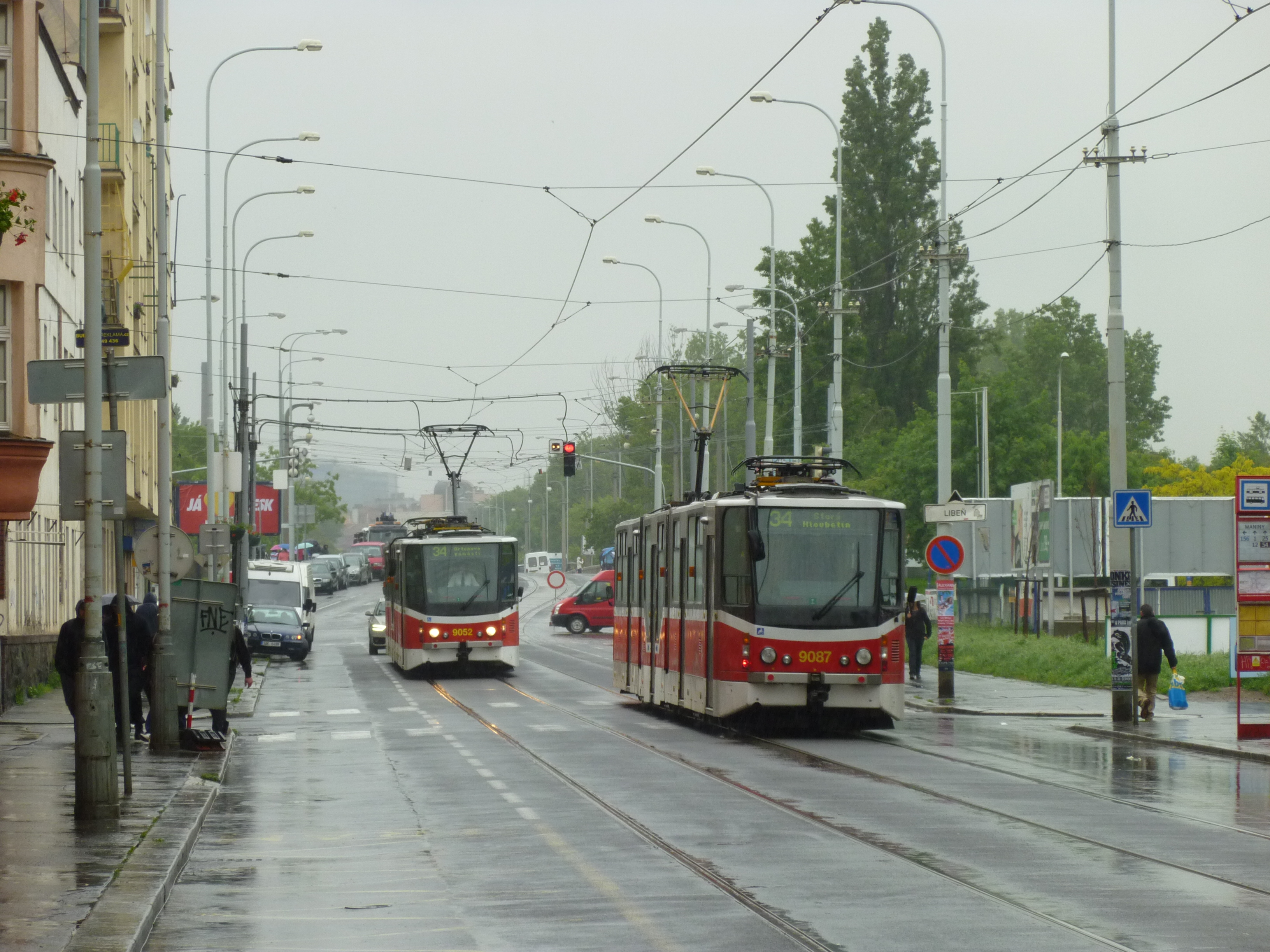
Tramvaje ve směru Libeňský most
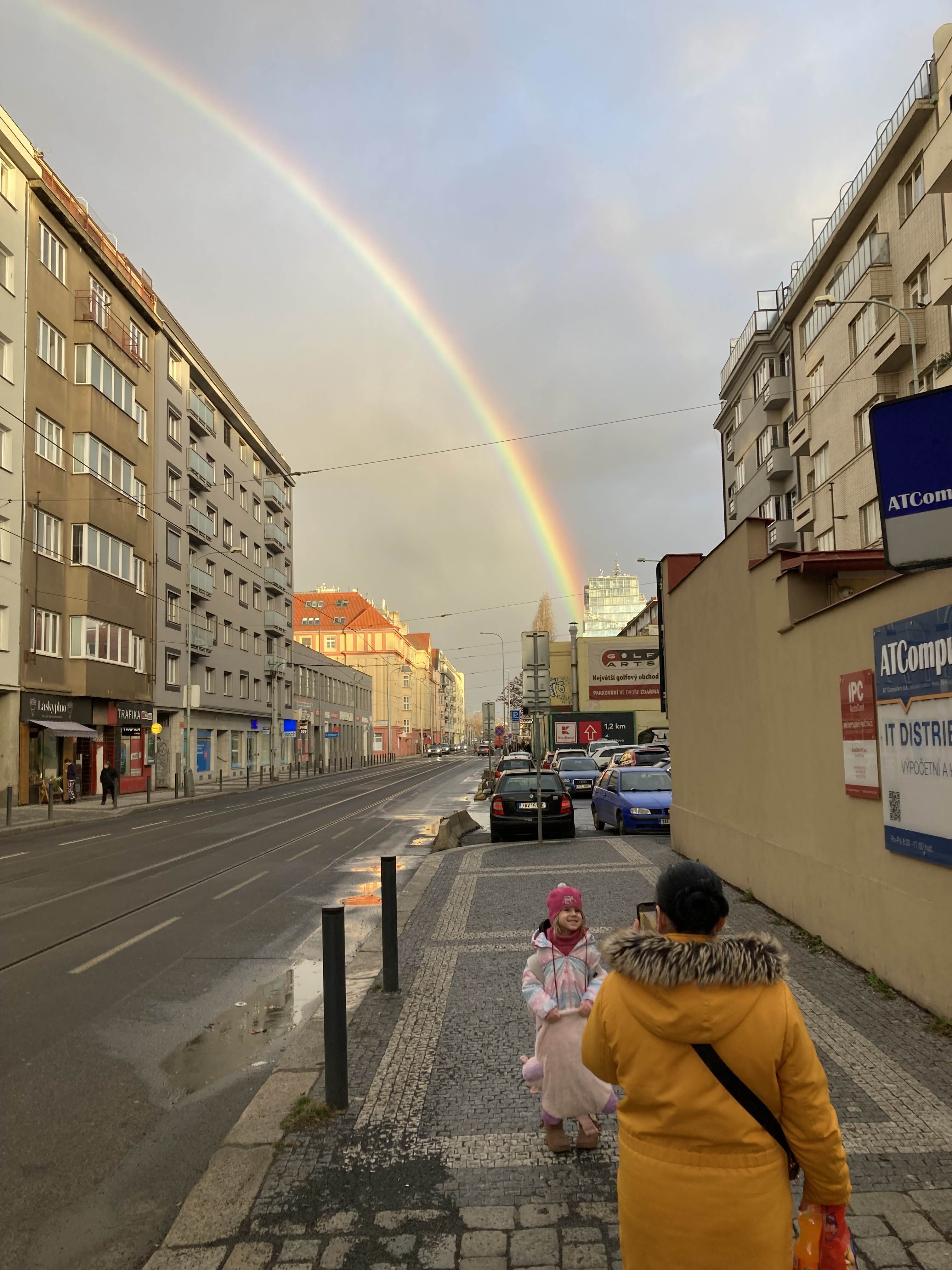
Duha